# Sportpark Klein Zwitserland
Sportpark Klein Zwitserland is een sportaccommodatie in Den Haag voor met name hockey, maar er ligt ook een cricketveld. HC Klein Zwitserland is de voornaamste bespeler van het complex.
Het sportpark werd geopend op 21 januari 1939 voor de Haagse hockeyclubs HHIJC en TOGO. Deze clubs speelden jarenlang samen op het sportpark. Op 1 juli 1974 zijn deze clubs gefuseerd tot HC Klein Zwitserland. De naam van het sportpark ontleend zich aan het feit dat de velden in een kuil liggen door het aanwezige duingebied. Het park is te bereiken via de Klatteweg, vlak naast de Van Alkemadelaan. 
Momenteel zijn er drie watervelden, drie zand-ingestrooide kunstgrasvelden en een kunstgras miniveldje die rondom het clubhuis liggen gesitueerd. Het derde waterveld is opgeleverd in september 2017. Daarnaast bevinden zich ook een fitnesscentrum, tennisbanen en een manege bij het complex.
Tijdens het WK hockey 2014 (voor mannen en vrouwen) diende het sportpark als trainingsaccommodatie voor meerdere landenteams. Onder meer de Australische en Duitse hockeyploegen (mannen en vrouwen) gebruikten het sportpark voor trainingen voorafgaand en gedurende het mondiale titeltoernooi.